# Oca de l'Orinoco
L'oca de l'Orinoco (Neochen jubata) és una espècie d'ocell de la família dels anàtids (Anatidae) que habita rius, llacs i aiguamolls de l'est de Colòmbia, centre de Veneçuela, Guaiana, est del Perú, Bolívia, el Paraguai i Brasil central i occidental. És l'única espècie del gènere Neochen.